# Cabezabellosa de la Calzada
Cabezabellosa de la Calzada és un municipi de la província de Salamanca a la comunitat autònoma de Castella i Lleó. Limita al Nord amb Villaverde de Guareña, a l'Est amb Pitiegua, al Sud amb Aldearrubia i a l'Oest amb Gomecello.

## Demografia
| 1991 | 1996 | 2001 | 2004 |
| ---- | ---- | ---- | ---- |
| 139  | 144  | 127  | 123  |